# Benjamin Šeško
Benjamin Šeško (phát âm [ˈbeːnjamin ˈʃɛːʃkɔ], sinh ngày 31 tháng 5 năm 2003) là một cầu thủ bóng đá người Slovenia hiện đang thi đấu ở vị trí tiền đạo cắm cho câu lạc bộ Premier League Manchester United và đội tuyển bóng đá quốc gia Slovenia.
Šeško gia nhập Red Bull Salzburg vào năm 2019 ở tuổi 16 từ Domžale. Anh được đem cho đội bóng vệ tinh của Salzburg là FC Liefering mượn trong hai mùa bóng. Tháng 1 năm 2021, anh có trận đấu đầu tiên cho đội một Red Bull Salzburg và giành ba danh hiệu Austrian Football Bundesliga và một danh hiệu Cúp bóng đá Áo. Šeško chính thức thi đấu cho RB Leipzig từ mùa bóng 2023-24 và có hai mùa bóng ở đây trước khi chuyển đến Manchester United.
Šeško là cầu thủ trẻ nhất có trận đấu ra mắt đội tuyển Slovenia ở tuối 18 và 1 ngày. Anh cũng nắm giữ kỷ lục là cầu thủ trẻ nhất ghi bàn cho đội tuyển bóng đá nước này.

## Sự nghiệp câu lạc bộ
Šeško bắt đầu tập luyện tại đội bóng địa phương Radeče lúc mới 8 tuổi. Năm 2016, anh chuyển đến Krško và tại đội U-15 của Krško, anh ghi tới 59 bàn chỉ sau 23 trận. Thành tích này giúp anh được được đội bóng giàu truyền thống Domžale chiêu mộ và cũng khiến anh trở thành mục tiêu chuyển nhượng của các đội bóng lớn Manchester City, Bayern München, Juventus, Borussia Dortmund và Ajax.

### Red Bull Salzburg
Ngày 3 tháng 6 năm 2019, Šeško ký hợp đồng có thời hạn 3 năm với đội bóng Áo Red Bull Salzburg. Ngay lập tức anh được đem cho đội bóng vệ tinh của Salzburg là FC Liefering thi đấu tại Giải bóng đá hạng nhất quốc gia Áo mượn. Trong mùa giải thi đấu chuyên nghiệp đầu tiên ở tuổi 16, anh gặp nhiều khó khăn khi thi đấu với các đối thủ lớn tuổi hơn nên chỉ có 1 bàn thắng sau 15 trận đấu. Thế nhưng đến mùa giải tiếp theo 2020-21, anh ghi được đến 21 bàn thắng sau 29 trận cho Liefering, giúp anh đứng thứ hai trong danh sách vua phá lưới Giải hạng nhất Áo sau Fabian Schubert (33 bàn). Anh còn có thêm 6 đường chuyền thành bàn.
Sau hai mùa giải cho Liefering với 22 bàn thắng sau 44 trận, Šeško đã được tân huấn luyện viên Salzburg Matthias Jaissle triệu hồi cho mùa giải 2021-22. Dù chỉ đá chính 12 trận trên mọi đấu trường, Šeško ghi tới 11 bàn thắng và có thêm 7 pha kiến tạo giúp Salzburg giành chức Giải bóng đá vô địch quốc gia Áo lần thứ 9 liên tiếp. Ngày 1 tháng 5 năm 2022, Šeško là một trong ba cầu thủ Salzburg lập công trong trận chung kết Cúp bóng đá Áo 2021–22 thắng SV Ried 3-0 để giúp Salzburg giành cú đúp danh hiệu quốc nội.
Ngày 3 tháng 5 năm 2023, Šeško lập hat-trick chỉ trong vòng 7 phút trong chiến thắng 4-2 trước SK Rapid Wien tại Giải vô địch quốc gia Áo. Anh có một mùa giải 2022-23 thành công với tổng cộng 16 bàn thắng trong 30 trận tại Giải bóng đá vô địch quốc gia Áo góp công giúp Salzburg một lần nữa vô địch giải đấu này.

### RB Leipzig
Ngày 9 tháng 8 năm 2022, RB Leipzig thông báo đã chiêu mộ thành công Šeško với phí chuyển nhượng 24 triệu € và hợp đồng có thời hạn 5 năm. Šeško có trận đấu chính thức đầu tiên cho RB Leipzig khi vào sân thay cho Timo Werner trong trận tranh Siêu cúp Đức 2023 và cũng có luôn danh hiệu đầu tiên tại Đức với chiến thắng 3-0 trước Bayern München. Ngày 3 tháng 9 năm 2023, anh có những bàn thắng đầu tiên cho RB Leipzig với một cú đúp trong chiến thắng 3–0 trước Union Berlin tại vòng 3 Bundesliga 2023-24. Ngày 19 tháng 9, với pha lập công ấn định chiến thắng 3-1 trước BSC Young Boys, Šeško trở thành cầu thủ trẻ nhất ghi bàn cho RB Leipzig tại đấu trường UEFA Champions League ở tuổi 20 và 111 ngày, phá kỷ lục cũ của Jean-Kevin Augustin. Šeško kết thúc mùa giải đầu tiên tại Đức với 18 bàn thắng trên mọi mặt trận và là cầu thủ trẻ nhất ghi bàn 7 trận liên tiếp tại Bundesliga ở tuổi 20 và 353 ngày.
Vào tháng 6 năm 2024, anh gia hạn hợp đồng với RB Leipzig đến năm 2029. Ngày 3 tháng 10 năm 2024, anh lập cú đúp trong trận đối đầu Juventus tại lượt hai UEFA Champions League 2024-25 nhưng vẫn không thể khiến Leipzig tránh khỏi thất bại 3-2. Ngày 12 tháng 1 năm 2025, Šeško có cú sút xa với vận tốc lên tới 126 km/giờ đánh bại thủ môn Werder Bremen để ghi bàn trong chiến thắng 4-2 của Leipzig tại Bundesliga.
Trong hai mùa bóng thi đấu cho Leipzig, Šeško ghi được 39 bàn thắng và có 8 đường chuyền thành bàn trong 87 trận trên mọi đấu trường, riêng thành tích tại Bundesliga là 27 bàn qua 64 trận.

### Manchester United
Ngày 9 tháng 8 năm 2025, câu lạc bộ Manchester United công bố Šeško trở thành tân binh của đội với bản hợp đồng có thời hạn 5 năm đến năm 2030. Phí chuyển nhượng của được cho là vào khoảng 73,7 triệu bảng Anh, trong đó trả trước là 66,3 triệu bảng Anh và phần còn lại tùy vào thành tích.

## Sự nghiệp đội tuyển quốc gia
Šeško khởi đầu sự nghiệp thi đấu quốc tế của mình từ mùa bóng 2017-18 với đội tuyển U-15 Slovenia, và có được 4 bàn thắng trong 6 trận đấu. Sau đó anh lần lượt thi đấu cho các đội tuyển U-16, U-17 và U-19 Slovenia.
Tháng 5 năm 2021, Šeško được huấn luyện viên Matjaž Kek trao cơ hội lần đầu tiên triệu tập anh vào Đội tuyển bóng đá quốc gia Slovenia cho các trận đấu giao hữu vào tháng 6 năm 2021. Ngày 1 tháng 6 năm 2021, với việc được ra sân trong trận giao hữu hòa Bắc Macedonia 1-1, Šeško đi vào lịch sử bóng đá Slovenia với tư cách cầu thủ trẻ nhất có trận ra mắt đội tuyển quốc gia ở tuổi 18 và 1 ngày. Ngày 8 tháng 10 năm 2021, Šeško tiếp tục lập một kỷ lục khác là cầu thủ trẻ nhất ghi bàn cho đội tuyển Slovenia ở tuổi 18, 4 tháng và 8 ngày với pha lập công trong chiến thắng 4-0 trước Malta tại vòng loại World Cup 2022.
Ngày 9 tháng 9 năm 2024, Šeško có cú hat-trick đầu tiên trong màu áo đội tuyển để giúp Slovenia đánh bại Kazakhstan 3-0 tại UEFA Nations League.
Šeško có tên trong danh sách 26 cầu thủ Slovenia tham dự Euro 2024. Anh ra sân trong cả bốn trận đấu của Slovenia tại giải đấu này nhưng không ghi được bàn thắng nào.

## Danh hiệu

### Câu lạc bộ
Red Bull Salzburg
- Giải bóng đá vô địch quốc gia Áo (3): 2020–21, 2021–22, 2022–23
- Cúp bóng đá Áo: 2021–22

RB Leipzig
- Siêu cúp Đức: 2023

### Cá nhân
- Cầu thủ xuất sắc nhất năm của Slovenia: 2022[29]
- Cầu thủ trẻ xuất sắc nhất năm của Slovenia (3): 2021, 2022[29], 2023[30]

## Thống kê sự nghiệp

### Câu lạc bộ
Tính đến 5 tháng 11 năm 2024
| Câu lạc bộ          | Mùa giải            | Giải vô địch        | Giải vô địch | Giải vô địch | Cúp quốc gia | Cúp quốc gia | Châu lục | Châu lục | Khác | Khác | Tổng cộng | Tổng cộng |
| Câu lạc bộ          | Mùa giải            | Hạng đấu            | Trận         | Bàn          | Trận         | Bàn          | Trận     | Bàn      | Trận | Bàn  | Trận      | Bàn       |
| ------------------- | ------------------- | ------------------- | ------------ | ------------ | ------------ | ------------ | -------- | -------- | ---- | ---- | --------- | --------- |
| FC Liefering (mượn) | 2019–20             | 2. Liga (Áo)        | 15           | 1            | —            | —            | —        | —        | —    | —    | 15        | 1         |
| FC Liefering (mượn) | 2020–21             | 2. Liga (Áo)        | 29           | 21           | —            | —            | —        | —        | —    | —    | 29        | 21        |
| FC Liefering (mượn) | Tổng cộng           | Tổng cộng           | 44           | 22           | —            | —            | —        | —        | —    | —    | 44        | 22        |
| Red Bull Salzburg   | 2020–21             | Bundesliga (Áo)     | 1            | 0            | 0            | 0            | 0        | 0        | —    | —    | 1         | 0         |
| Red Bull Salzburg   | 2021–22             | Bundesliga (Áo)     | 24           | 5            | 5            | 5            | 8        | 1        | —    | —    | 37        | 11        |
| Red Bull Salzburg   | 2022–23             | Bundesliga (Áo)     | 30           | 16           | 4            | 2            | 7        | 0        | —    | —    | 41        | 18        |
| Red Bull Salzburg   | Tổng cộng           | Tổng cộng           | 55           | 21           | 9            | 7            | 15       | 1        | —    | —    | 79        | 29        |
| RB Leipzig          | 2023–24             | Bundesliga          | 31           | 14           | 2            | 2            | 8        | 2        | 1    | 0    | 42        | 18        |
| RB Leipzig          | 2024–25             | Bundesliga          | 9            | 3            | 1            | 1            | 4        | 3        | —    | —    | 14        | 7         |
| RB Leipzig          | Tổng cộng           | Tổng cộng           | 40           | 17           | 3            | 3            | 12       | 5        | 1    | 0    | 56        | 25        |
| Tổng cộng sự nghiệp | Tổng cộng sự nghiệp | Tổng cộng sự nghiệp | 139          | 60           | 12           | 10           | 27       | 6        | 1    | 0    | 179       | 76        |

1. ↑  Bao gồm ÖFB-Pokal và DFB-Pokal
2. 1 2 3  Ra sân tại UEFA Champions League
3. ↑  Sáu lần ra sân tại UEFA Champions League, một lần ra sân tại UEFA Europa League
4. ↑  Ra sân tại DFL-Supercup

### Quốc tế
Tính đến 13 tháng 10 năm 2024
| Đội tuyển quốc gia | Năm       | Trận | Bàn |
| ------------------ | --------- | ---- | --- |
| Slovenia           | 2021      | 7    | 1   |
| Slovenia           | 2022      | 10   | 4   |
| Slovenia           | 2023      | 9    | 5   |
| Slovenia           | 2024      | 11   | 5   |
| Tổng cộng          | Tổng cộng | 37   | 15  |

Tỷ số và kết quả liệt kê bàn thắng của Slovenia được để trước, cột tỷ số cho biết tỷ số sau mỗi bàn thắng của Šeško.
| #  | Ngày                 | Địa điểm                                  | Trận | Đối thủ     | Bàn thắng | Kết quả | Giải đấu                                 |
| -- | -------------------- | ----------------------------------------- | ---- | ----------- | --------- | ------- | ---------------------------------------- |
| 1  | 8 tháng 10 năm 2021  | Sân vận động Quốc gia, Ta' Qali, Malta    | 6    | Malta       | 4–0       | 4–0     | 2022 FIFA World Cup qualification        |
| 2  | 12 tháng 6 năm 2022  | Sân vận động Stožice, Ljubljana, Slovenia | 13   | Serbia      | 2–2       | 2–2     | 2022–23 UEFA Nations League B            |
| 3  | 24 tháng 9 năm 2022  | Sân vận động Stožice, Ljubljana, Slovenia | 14   | Na Uy       | 2–1       | 2–1     | 2022–23 UEFA Nations League B            |
| 4  | 27 tháng 9 năm 2022  | Friends Arena, Solna, Thụy Điển           | 15   | Thụy Điển   | 1–0       | 1–1     | 2022–23 UEFA Nations League B            |
| 5  | 17 tháng 11 năm 2022 | Cluj Arena, Cluj-Napoca, Romania          | 16   | România     | 1–0       | 2–1     | Giao hữu                                 |
| 6  | 26 tháng 3 năm 2023  | Sân vận động Stožice, Ljubljana, Slovenia | 19   | San Marino  | 1–0       | 2–0     | Vòng loại UEFA Euro 2024                 |
| 7  | 7 tháng 9 năm 2023   | Sân vận động Stožice, Ljubljana, Slovenia | 22   | Bắc Ireland | 3–1       | 4–2     | Vòng loại UEFA Euro 2024                 |
| 8  | 14 tháng 10 năm 2023 | Sân vận động Stožice, Ljubljana, Slovenia | 23   | Phần Lan    | 1–0       | 3–0     | Vòng loại UEFA Euro 2024                 |
| 9  | 14 tháng 10 năm 2023 | Sân vận động Stožice, Ljubljana, Slovenia | 23   | Phần Lan    | 2–0       | 3–0     | Vòng loại UEFA Euro 2024                 |
| 10 | 20 tháng 11 năm 2023 | Sân vận động Stožice, Ljubljana, Slovenia | 26   | Kazakhstan  | 1–0       | 2–1     | Vòng loại UEFA Euro 2024                 |
| 11 | 21 tháng 3 năm 2024  | Sân vận động Stožice, Ljubljana, Slovenia | 27   | Malta       | 2–2       | 2–2     | Giao hữu                                 |
| 12 | 6 tháng 9 năm 2024   | Sân vận động Stožice, Ljubljana, Slovenia | 34   | Áo          | 1–0       | 1–1     | UEFA Nations League 2024–25 (hạng đấu B) |
| 13 | 9 tháng 9 năm 2024   | Sân vận động Stožice, Ljubljana, Slovenia | 35   | Kazakhstan  | 1–0       | 3–0     | UEFA Nations League 2024–25 (hạng đấu B) |
| 14 | 9 tháng 9 năm 2024   | Sân vận động Stožice, Ljubljana, Slovenia | 35   | Kazakhstan  | 2–0       | 3–0     | UEFA Nations League 2024–25 (hạng đấu B) |
| 15 | 9 tháng 9 năm 2024   | Sân vận động Stožice, Ljubljana, Slovenia | 35   | Kazakhstan  | 3–0       | 3–0     | UEFA Nations League 2024–25 (hạng đấu B) |

## Danh hiệu

### Câu lạc bộ
Red Bull Salzburg
- Giải bóng đá vô địch quốc gia Áo (3): 2020–21, 2021–22, 2022–23
- Cúp bóng đá Áo: 2021–22

RB Leipzig
- Siêu cúp Đức: 2023

### Cá nhân
- Cầu thủ xuất sắc nhất năm của Slovenia: 2022[29]
- Cầu thủ trẻ xuất sắc nhất năm của Slovenia (2): 2021, 2022[29]